# Bugyi István
Bugyi István (Szentes, 1898. január 3. – Szentes, 1981. április 3.) Kossuth-díjas magyar sebész főorvos, címzetes egyetemi tanár, kórházigazgató.

## Életpályája
Bugyi Antal városi aljegyző és Eszes Mária Ilona fia. Szentesi gimnáziumi tanulmányok után 1920-ban a Budapesti Tudományegyetemen szerezte meg orvosi oklevelét. 1922–1924 között a budapesti egyetem sebészeti klinikáján volt gyakornok. 1924-ben Bécsben, 1925-ben Németországban, 1929-ben Franciaországban tett tanulmányutat. 1924-től 1931-ig a budapesti Új Szent János Kórház sebészeti osztályán működött adjunktusként.
1931-től 1968-ig a Szentesi Megyei Kórházban sebészfőorvos, s több alkalommal ezen kórházban az igazgató főorvosi teendőket is ellátta (1943–1944, 1947–1955, 1959–1968). 1942-ben a Szegedi Tudományegyetemen a gyakorló orvos és az orvosi sebészet tárgykörében magántanárrá habilitálták. 1949-ben Kossuth-díjjal tüntették ki. 1965-től a Szegedi Orvostudományi Egyetem címzetes egyetemi tanára volt. Kiváló sebész, szervező és tanár volt. Hivatásszeretetéről, igazságérzetéről, munkahelyi közösségteremtő képességeiről legendák keringtek mind munkatársai, mind betegei körében. Sebész nemzedékek nőttek fel mellette, köztük Zsoldos Ferenc (1920–2002) és Badó Zoltán (1935–1997).
1988-ban a Szentesi Megyei Kórház megalapította Bugyi István tiszteletére a Bugyi István Emlékérmet, 1999-ben Csíky László Bugyi Istvánról készített portré szobrát avatta Zsoldos Ferenc ny. sebész főorvos. 2004-ben a Szentesi Városi Kórház tiszteletből felvette a Dr. Bugyi István Kórház nevet. Mint igazgató főorvos rendkívül szakszerűen , a kor színvonalán működtette a kórházat, a körülmények és az orvos-orvos és az orvos-beteg kapcsolatok és a kórház egész megjelenése civilizált volt.
83 évet élt, Szentesen a Jézus Szíve templomban nyugszik.

## Főbb munkái
- Csongrádvármegye Közkórháza sebészeti osztályának évkönyve az 1931. évről[6] (1932)
- Időszerű kérdések a végbélrák sebészeti orvoslásában[7] (1936)
- A sebészorvos : fundamenta studii chirurgici : gyakorló orvosok számára[8] (1939)
- Orvosi ortoghraphia[9] (1959)
- Gyakorlati sebészet[10](1960, 1961)
- Repetitorium chirurgiae : 1000 kérdés felelet a nagysebészet és rokonszakmái köréből[11] (1970, 1971)
- Plasztikai sebészet : Országos Ankét Szentesen : 1976. május 7–8. (PDF). e-Könyvtár Szentes[12]
- Centenárium : a Szentesi Kórház százéves jubileumi emlékkönyve : 1881-1981 (PDF). e-Könyvtár Szentes[13]

## Szervezeti tagság
Deutsche Chirurgische Gesellschaft (1932-1944)

## Emlékezete
- 2023 óta nevét őrzi a 301946 Bugyi kisbolygó.[14]